# The Von Bondies
The Von Bondies waren een Amerikaanse alternatieve rockband die actief was van 1997 tot 2011. De oorspronkelijke bezetting werd geformeerd op de Cramps/Guitar Wolf show van 1997 door Jason Stollsteimer en Marcie Bolen. Ze ondergingen verschillende ledenwisselingen en bandnamen, waaronder The Baby Killers, voordat ze zich in 2000 als The Von Bondies vestigden. Don Blum trad rond 1999 toe tot de band na het bijwonen van talloze Baby Killers-shows, terwijl Leann Banks werd gekozen via een auditie. De Von Bondies braken door in 2000 met het spelen van een oudejaarsshow in Detroit (Michigan). Long Gone John, eigenaar van het Sympathy for the Record Industry label, was aanwezig bij de show. Dit leidde ertoe dat Sympathy in 2001 het debuutalbum Lack of Communication van de band uitbracht. In 2003 bracht de band de live Raw and Rare uit via Dim Mak Records, die werd gevolgd door hun doorbraak in 2004 met Pawn Shoppe Heart bij Sire Records. Pawn Shoppe werd geproduceerd door Jerry Harrison van Talking Heads en mede geproduceerd door Stollsteimer.
Het album bereikte een piek op #36 in de Britse Albums Chart en #8 in de Billboard's Top Heatseekers hitlijst en bleef acht weken in die hitlijst. De hitsingle van deze publicatie was C'mon C'mon, die #25 bereikte in de Billboard Alternative Songs-hitlijst en nationale airplay oogstte. Een verkorte versie van C'mon C'mon was het themalied van de tv-serie Rescue Me en werd live uitgevoerd door de band in de film 9 Songs van Michael Winterbottom. MLB Network gebruikte ook een korte clip van het nummer als de opening van hun show 30 Clubs in 30 Days van 2009 tot 2012. In 2008 tekende de band bij het indielabel Majordomo Records, bij labelgenoten The Airborne Toxic Event en Earlimart. Hun labeldebuut Love, Hate and Then There You werd in februari 2009 uitgebracht met de single Pale Bride.
Bekend als een toerende act, hebben The Von Bondies tournees gehad door het Verenigd Koninkrijk/Europa, Australië en de Verenigde Staten, met ondersteunende bands als The Kills, Kasabian, Franz Ferdinand, Modey Lemon, SSM, The Subways, The Stills, Hot Panda en The Donnas. Ze zijn ook verschenen bij de Late Show with David Letterman, Last Call with Carson Daly en CD: UK. De band werd in juli 2011 ontbonden. De opstelling was destijds Jason Stollsteimer op zang en leadgitaar, Christy Hunt op ritmegitaar en Leann Banks op basgitaar.

## Bezetting
- Jason Stollsteimer (leadzang, leadgitaar, 1997–2011)
- Leann Banks (basgitaar, achtergrondzang, 2006–2011)
- Christy Hunt (gitaar, zang, 2008–2011)
- Lauren Wilcox (basgitaar, 2001)
- Carrie Ann Smith (basgitaar, zang, 2001–2004)

- Yasmine Smith (basgitaar, zang, toerlid, 2004–2006)
- Marcie Bolen (gitaar, 1997–2006)
- Alicia Gbur (gitaar, keyboards, zang, toerlid, 2007–2008)
- Matt Lannoo (gitaar, toerlid, 2007–2008)
- Don Blum (drums, percussie, 1999–2011)

## Geschiedenis
In 2000 woonden Stollsteimer en Marcie Bolen een concert bij van de Japanse garagepunkband Guitar Wolf. Stollsteimer werkte destijds als kastelein bij een bowlingbaan en Marcie als kapster. Het optreden spoorde Stollsteimer aan om zijn eigen band The Baby Killers te creëren, die toerde met collegabands The Detroit Cobras, The Go en The White Stripes. Na het werven van Lauren Wilcox op bas en Don Blum op drums veranderde de band hun naam in The Von Bondies. Tijdens het spelen van een handvol shows in de omgeving van Detroit nam het kwartet de singles Nite Train en It Came from Japan, een ode aan Guitar Wolf, op.
Jack White produceerde eind 2001 het debuutalbum Lack of Communication van The Von Bondies. Het werd binnen drie dagen opgenomen. Het werd in 2001 uitgebracht door Sympathy for the Record Industry en in het Verenigd Koninkrijk door Sweet Nothing Records. Het verborgen bonustrack was een cover van Sam Cooke's Bring It On Home to Me, met Bolen op zang. De band zei dat dit het goedkoopste album was dat ze hebben gemaakt.
De band verhuisde begin 2002 naar een opnamestudio in San Francisco met producent Jerry Harrison om aan Pawn Shoppe Heart te werken.
Op de avond van 13 december 2003 vond een ruzie plaats tussen Stollsteimer en de White Stripes-frontman Jack White tijdens het feest voor de publicatie van de band Blanche in The Magic Stick (een muziekclub uit Detroit en onderdeel van het Majestic Theatre-complex). Stollsteimer werd behandeld voor verwondingen in het Detroit Receiving Hospital. De politie van Detroit arresteerde White en het parket van Wayne County beschuldigde hem van een zware mishandeling. White pleitte schuldig aan mishandeling en een rechter veroordeelde hem tot een woedebeheersingscursus.
Het derde album van The Von Bondies is Love, Hate and Then There You, uitgebracht op 3 februari 2009. Ze brachten de limited-edition 7-inch single Pale Bride van het album uit, ondersteund door het niet-album nummer Falling in Love. De Von Bondies vierden samen met deze publicatie hun negende jaar. Dit was de eerste keer dat Don Blum voor een uitgave van Von Bondies samen met Stollsteimer schreef. Love, Hate werd geproduceerd door Jason Stollsteimer, met drie nummers van Butch Walker en drie nummers van Rick Parker. Bijna alle nummers zijn geschreven door Jason Stollsteimer, behalve Blame Game en Earthquake, die mede zijn geschreven door Stollsteimer en Blum.

## Discografie

### Singles
- 2000: Nite Train (7", D wreckED hiT Records)
- 2001: It Came from Japan (7", Sympathy for the Record Industry)
- 2002: It Came from Japan (cd single, Sweet Nothing)
- 2002: Tell Me What You See (7", Must Destroy Music)
- 2004: C'mon C'mon (7", WEA international)
- 2004: C'mon C'mon (cd single, WEA International)
- 2004: Tell Me What You See part 1 (cd single, WEA International)
- 2004: Tell Me What You See part 2 (cd single, WEA International)
- 2004: Tell Me What You See (7", Sire Records)
- 2008: Pale Bride (7", Majordomo Records)

### Ep's
- 2008: We Are Kamikazes (Intheact Records)

### Studioalbums
- 2001: Lack of Communication (Sympathy for the Record Industry)
- 2004: Pawn Shoppe Heart (Sire Records)
- 2009: Love, Hate and Then There's You (Majordomo Records)

### Compilaties
- 2001: Sympathetic Sounds of Detroit (lp/cd, Sympathy for the Record Industry)
- 2001: X-Mas Surprise Package Volume 4 (7", Flying Bomb Records)
- 2002: New Blood – The New Rock N Roll Vol 2 (cd, Artrocker)
- 2002: X-Ray CD01 (Swinstead Publishing Limited)
- 2002: Rough Trade Shops Rock and Roll (2 cd, Mute)
- 2002: The New Rock Revolution (cd, NME magazine)
- 2003: Dim Mak 2003 Sampler (cd, Dim Mak)
- 2002: X-Mas Surprise Package (The Collector's Edition) (cd, Flying Bomb Records)
- 2004: Smash Music Sampler (cd, Smash Music)
- 2004: Sympathy for the Download 00 (cd, Record Collection Music)
- 2005: House of Wax Soundtrack (Maverick Records)
- 2006: Rescue Me Soundtrack (Nettwerk Records)
- 2008: Lost Boys: The Tribe Soundtrack (Adrenaline Records)

### Muziekvideo's
- 2002	'It Came from Japan
- 2004:	C'mon C'mon
- 2004: Tell Me What You See
- 2009:	Pale Bride

### DVD's featuring the Von Bondies
- 2003: Later... with Jools Holland: Louder – bevat een live optreden van Lack of Communication uit mei 2002.
- 2004: 9 Songs – bevat een live uitvoering van C'mon C'mon als een van de negen nummers.
- 2005: In Her Shoes – bevat de song C'mon C'mon.